# Bohdan Kos
Bohdan Tadeusz Kos (ur. 6 maja 1941 w Wołominie) – polski poeta, filozof, elektronik, wydawca, fizyk teoretyk.

## Życiorys
Jest absolwentem Politechniki Wrocławskiej na Wydziale Elektroniki. Stopień naukowy doktora uzyskał w 1988 roku na Politechnice Warszawskiej. W trakcie studiów we Wrocławiu, wraz z Ryszardem Turkiewiczem założył nieformalną grupę twórczą Hermetoza. Po ślubie z Ninel Kameraz przeprowadził się do Warszawy, gdzie kontynuował działalność grupy.
W latach 80. XX w. współkierował podziemnym wydawnictwem LOS.
W roku 1991, wraz z Iwoną Arkuszewską, założył i prowadzi Fundację i Wydawnictwo TIKKUN specjalizujące się w publikowaniu poezji, judaików, pracach z historii sztuki.
Wraz z Wojciechem Brojerem i Janem Doktórem przetłumaczył i opracował oraz wydał kabalistyczne teksty Sefer Jecira (Księga Stworzenia, Warszawa, 1995) oraz Sefer ha-Bahir (Księga światła ukrytego, Warszawa, 2022). Jest autorem haseł dotyczących kabały i mistycyzmu w Polskim słowniku judaistycznym. Wygłasza odczyty o kabale oraz bierze udział w seminariach i sesjach naukowych na ten temat.
Wydał tomiki poezji Podróż złudna (1992), Atrament (2007).

## Życie prywatne
Jego żoną była Ninel Kameraz-Kos (1937–2011), malarka, badaczka religii i obyczajów Żydów polskich, z którą miał dwóch synów Łukasza, reżysera teatralnego oraz Mateusza, który jest rabinem.

## Odznaczenia
Został odznaczony Krzyżem Wolności i Solidarności (2018) oraz Krzyżem Oficerskim Orderu Odrodzenia Polski (2022).

## Zewnętrzne linki
- Projekt Orpheusza: Marek Śnieciński, Renata Maria Niemierowska i Bohdan Kos podcast na Allgäuer Milchschleuder-Poesie&FeatureFunk